# خانه دکترموسی
خانه دکترموسی مربوط به اواسط دوره قاجار است و در سنندج، خیابان انقلاب، محله آغازمان، بازار سرپوشیده واقع شده و این اثر در تاریخ ۱۹ اسفند ۱۳۸۰ با شمارهٔ ثبت ۵۰۸۳ به‌عنوان یکی از آثار ملی ایران به ثبت رسیده است.